# Túnel cubital del colze
El túnel cubital del colze (o senzillament túnel cubital) o canal epitrocleoolecranià o túnel epitrocleoolecranià és un espai del colze medial i dorsal que permet el pas del nervi cubital al voltant del colze. Està vorejat medialment per l'epitròclea, lateralment per l'olècran (del cúbit) i l'arc tendinós que uneix els caps humeral i cubital del múscul cubital anterior. El sostre del túnel cubital és elàstic i està format per un retinacle trilaminar miofascial (també conegut com a lligament epicondiloolecranià o banda d'Osborne). En el 14% dels individus, el sostre d'aquest túnel està cobert pel múscul epitrocleoanconi, un múscul variant.
La compressió crònica del nervi cubital al túnel cubital es coneix com a síndrome del túnel cubital del colze, una forma de lesió per esforços repetitius semblant a la síndrome del túnel carpià (tot i que el paper de l'estrès repetitiu en la causa de la síndrome del túnel carpià és controvertit).